# Красное (Панинский район)
Кра́сное — село в Панинском районе Воронежской области России.
Входит в состав Красненского сельского поселения.

## Население
| 1859 | 1897  | 2000 | 2005 | 2010 |
| ---- | ----- | ---- | ---- | ---- |
| 676  | ↗1015 | ↘309 | ↘270 | ↘248 |

## Улицы
- ул. Будённого,
- ул. Ломоносова.